# Arabijska pustinja
Arabijska pustinja je veliko pustinjsko prostranstvo koje se pruža od Jemena, Perzijskog zaljeva i Omana do Jordana i Iraka. Pokriva najveći dio Arabijskog poluotoka s površinom od 2.330.000 kvadratnih kilometara (900,000 mi²). U njenom središtu je Rub' al Khali, jedno od najvećih područja prekrivenih pijeskom na svijetu.
Samo su rijetke životinje poput pustinjske mačke, gazela ili nekih vrsta guštera prilagođene ovakvim ekstremnim uvjetima za život. Klima je izrazito suha, a temperature osciliraju od ekstremnih vrućina do sezonskih noćnih hladnoća. Ovo ekoregija ima malu biološku raznolikosti, premda ovdje uspjeva nekoliko endemskih biljaka. Mnoge vrste, poput prugaste hijene, čagalj ili medojednog jazavca koji su ranije naseljavale ovo područje su izumrle zbog lova i uništavanja staništa. Neke su vrste i zaštićene.
U Arabijskoj pustinji se nalaze velike zalihe nafte i plina.